# Copa Davis 2012
La Copa Davis de 2012 es la 101.ª edición del torneo de tenis masculino más importante por naciones. Participan dieciséis equipos en el Grupo Mundial y más de cien en los diferentes grupos regionales.

## Movilidad entre grupos: 2011 a 2012
| Categoría | Categoría | Grupos | Grupos | Grupos | Grupos | Grupos | Grupos | Grupos | Grupos | Grupos | Grupos | Grupos | Grupos | Grupos | Grupos | Grupos | Grupos | Grupos | Grupos |
| --------- | --------- | --- | --- | --- | --- | --- | --- | --- | --- | --- | --- | --- | --- | --- | --- | --- | --- | --- | --- |
| 1.º       | 1.º       | Mundial 16 equipos \| Alemania \| Argentina \| Austria \| Canadá \| Croacia \| España \| Estados Unidos \| Francia \| \| Italia \| Japón \| Kazajistán \| Rep. Checa \| Rusia \| Serbia \| Suecia \| Suiza \| \| -------- \| --------- \| ---------- \| ---------- \| ------- \| ------ \| -------------- \| ------- \| | Mundial 16 equipos \| Alemania \| Argentina \| Austria \| Canadá \| Croacia \| España \| Estados Unidos \| Francia \| \| Italia \| Japón \| Kazajistán \| Rep. Checa \| Rusia \| Serbia \| Suecia \| Suiza \| \| -------- \| --------- \| ---------- \| ---------- \| ------- \| ------ \| -------------- \| ------- \| | Mundial 16 equipos \| Alemania \| Argentina \| Austria \| Canadá \| Croacia \| España \| Estados Unidos \| Francia \| \| Italia \| Japón \| Kazajistán \| Rep. Checa \| Rusia \| Serbia \| Suecia \| Suiza \| \| -------- \| --------- \| ---------- \| ---------- \| ------- \| ------ \| -------------- \| ------- \| | Mundial 16 equipos \| Alemania \| Argentina \| Austria \| Canadá \| Croacia \| España \| Estados Unidos \| Francia \| \| Italia \| Japón \| Kazajistán \| Rep. Checa \| Rusia \| Serbia \| Suecia \| Suiza \| \| -------- \| --------- \| ---------- \| ---------- \| ------- \| ------ \| -------------- \| ------- \| | Mundial 16 equipos \| Alemania \| Argentina \| Austria \| Canadá \| Croacia \| España \| Estados Unidos \| Francia \| \| Italia \| Japón \| Kazajistán \| Rep. Checa \| Rusia \| Serbia \| Suecia \| Suiza \| \| -------- \| --------- \| ---------- \| ---------- \| ------- \| ------ \| -------------- \| ------- \| | Mundial 16 equipos \| Alemania \| Argentina \| Austria \| Canadá \| Croacia \| España \| Estados Unidos \| Francia \| \| Italia \| Japón \| Kazajistán \| Rep. Checa \| Rusia \| Serbia \| Suecia \| Suiza \| \| -------- \| --------- \| ---------- \| ---------- \| ------- \| ------ \| -------------- \| ------- \| | Mundial 16 equipos \| Alemania \| Argentina \| Austria \| Canadá \| Croacia \| España \| Estados Unidos \| Francia \| \| Italia \| Japón \| Kazajistán \| Rep. Checa \| Rusia \| Serbia \| Suecia \| Suiza \| \| -------- \| --------- \| ---------- \| ---------- \| ------- \| ------ \| -------------- \| ------- \| | Mundial 16 equipos \| Alemania \| Argentina \| Austria \| Canadá \| Croacia \| España \| Estados Unidos \| Francia \| \| Italia \| Japón \| Kazajistán \| Rep. Checa \| Rusia \| Serbia \| Suecia \| Suiza \| \| -------- \| --------- \| ---------- \| ---------- \| ------- \| ------ \| -------------- \| ------- \| | Mundial 16 equipos \| Alemania \| Argentina \| Austria \| Canadá \| Croacia \| España \| Estados Unidos \| Francia \| \| Italia \| Japón \| Kazajistán \| Rep. Checa \| Rusia \| Serbia \| Suecia \| Suiza \| \| -------- \| --------- \| ---------- \| ---------- \| ------- \| ------ \| -------------- \| ------- \| | Mundial 16 equipos \| Alemania \| Argentina \| Austria \| Canadá \| Croacia \| España \| Estados Unidos \| Francia \| \| Italia \| Japón \| Kazajistán \| Rep. Checa \| Rusia \| Serbia \| Suecia \| Suiza \| \| -------- \| --------- \| ---------- \| ---------- \| ------- \| ------ \| -------------- \| ------- \| | Mundial 16 equipos \| Alemania \| Argentina \| Austria \| Canadá \| Croacia \| España \| Estados Unidos \| Francia \| \| Italia \| Japón \| Kazajistán \| Rep. Checa \| Rusia \| Serbia \| Suecia \| Suiza \| \| -------- \| --------- \| ---------- \| ---------- \| ------- \| ------ \| -------------- \| ------- \| | Mundial 16 equipos \| Alemania \| Argentina \| Austria \| Canadá \| Croacia \| España \| Estados Unidos \| Francia \| \| Italia \| Japón \| Kazajistán \| Rep. Checa \| Rusia \| Serbia \| Suecia \| Suiza \| \| -------- \| --------- \| ---------- \| ---------- \| ------- \| ------ \| -------------- \| ------- \| | Mundial 16 equipos \| Alemania \| Argentina \| Austria \| Canadá \| Croacia \| España \| Estados Unidos \| Francia \| \| Italia \| Japón \| Kazajistán \| Rep. Checa \| Rusia \| Serbia \| Suecia \| Suiza \| \| -------- \| --------- \| ---------- \| ---------- \| ------- \| ------ \| -------------- \| ------- \| | Mundial 16 equipos \| Alemania \| Argentina \| Austria \| Canadá \| Croacia \| España \| Estados Unidos \| Francia \| \| Italia \| Japón \| Kazajistán \| Rep. Checa \| Rusia \| Serbia \| Suecia \| Suiza \| \| -------- \| --------- \| ---------- \| ---------- \| ------- \| ------ \| -------------- \| ------- \| | Mundial 16 equipos \| Alemania \| Argentina \| Austria \| Canadá \| Croacia \| España \| Estados Unidos \| Francia \| \| Italia \| Japón \| Kazajistán \| Rep. Checa \| Rusia \| Serbia \| Suecia \| Suiza \| \| -------- \| --------- \| ---------- \| ---------- \| ------- \| ------ \| -------------- \| ------- \| | Mundial 16 equipos \| Alemania \| Argentina \| Austria \| Canadá \| Croacia \| España \| Estados Unidos \| Francia \| \| Italia \| Japón \| Kazajistán \| Rep. Checa \| Rusia \| Serbia \| Suecia \| Suiza \| \| -------- \| --------- \| ---------- \| ---------- \| ------- \| ------ \| -------------- \| ------- \| | Mundial 16 equipos \| Alemania \| Argentina \| Austria \| Canadá \| Croacia \| España \| Estados Unidos \| Francia \| \| Italia \| Japón \| Kazajistán \| Rep. Checa \| Rusia \| Serbia \| Suecia \| Suiza \| \| -------- \| --------- \| ---------- \| ---------- \| ------- \| ------ \| -------------- \| ------- \| | Mundial 16 equipos \| Alemania \| Argentina \| Austria \| Canadá \| Croacia \| España \| Estados Unidos \| Francia \| \| Italia \| Japón \| Kazajistán \| Rep. Checa \| Rusia \| Serbia \| Suecia \| Suiza \| \| -------- \| --------- \| ---------- \| ---------- \| ------- \| ------ \| -------------- \| ------- \| |
| 2.º       | 2.º       | Zona de Europa y África 1 11 equipos Bélgica Dinamarca Eslovaquia Eslovenia Finlandia Israel Países Bajos Portugal Reino Unido Rumania Sudáfrica | Zona de Europa y África 1 11 equipos Bélgica Dinamarca Eslovaquia Eslovenia Finlandia Israel Países Bajos Portugal Reino Unido Rumania Sudáfrica | Zona de Europa y África 1 11 equipos Bélgica Dinamarca Eslovaquia Eslovenia Finlandia Israel Países Bajos Portugal Reino Unido Rumania Sudáfrica | Zona de Europa y África 1 11 equipos Bélgica Dinamarca Eslovaquia Eslovenia Finlandia Israel Países Bajos Portugal Reino Unido Rumania Sudáfrica | Zona de Europa y África 1 11 equipos Bélgica Dinamarca Eslovaquia Eslovenia Finlandia Israel Países Bajos Portugal Reino Unido Rumania Sudáfrica | Zona de Europa y África 1 11 equipos Bélgica Dinamarca Eslovaquia Eslovenia Finlandia Israel Países Bajos Portugal Reino Unido Rumania Sudáfrica | Zona de Europa y África 1 11 equipos Bélgica Dinamarca Eslovaquia Eslovenia Finlandia Israel Países Bajos Portugal Reino Unido Rumania Sudáfrica | Zona de Europa y África 1 11 equipos Bélgica Dinamarca Eslovaquia Eslovenia Finlandia Israel Países Bajos Portugal Reino Unido Rumania Sudáfrica | Zona de Europa y África 1 11 equipos Bélgica Dinamarca Eslovaquia Eslovenia Finlandia Israel Países Bajos Portugal Reino Unido Rumania Sudáfrica | Zona de Asia y Oceanía 1 7 equipos Australia China China Taipéi Corea del Sur India Nueva Zelanda Uzbekistán | Zona de América 1 6 equipos Brasil Chile Colombia Ecuador Perú Uruguay | | | | | | | |
| 3.º       | 3.º       | Zona de Europa y África 2 16 equipos Bielorrusia Bosnia y Herzegovina Chipre Egipto Estonia Hungría Irlanda Letonia Luxemburgo Madagascar Marruecos Moldavia Mónaco Polonia Turquía Ucrania | Zona de Europa y África 2 16 equipos Bielorrusia Bosnia y Herzegovina Chipre Egipto Estonia Hungría Irlanda Letonia Luxemburgo Madagascar Marruecos Moldavia Mónaco Polonia Turquía Ucrania | Zona de Europa y África 2 16 equipos Bielorrusia Bosnia y Herzegovina Chipre Egipto Estonia Hungría Irlanda Letonia Luxemburgo Madagascar Marruecos Moldavia Mónaco Polonia Turquía Ucrania | Zona de Europa y África 2 16 equipos Bielorrusia Bosnia y Herzegovina Chipre Egipto Estonia Hungría Irlanda Letonia Luxemburgo Madagascar Marruecos Moldavia Mónaco Polonia Turquía Ucrania | Zona de Europa y África 2 16 equipos Bielorrusia Bosnia y Herzegovina Chipre Egipto Estonia Hungría Irlanda Letonia Luxemburgo Madagascar Marruecos Moldavia Mónaco Polonia Turquía Ucrania | Zona de Europa y África 2 16 equipos Bielorrusia Bosnia y Herzegovina Chipre Egipto Estonia Hungría Irlanda Letonia Luxemburgo Madagascar Marruecos Moldavia Mónaco Polonia Turquía Ucrania | Zona de Europa y África 2 16 equipos Bielorrusia Bosnia y Herzegovina Chipre Egipto Estonia Hungría Irlanda Letonia Luxemburgo Madagascar Marruecos Moldavia Mónaco Polonia Turquía Ucrania | Zona de Europa y África 2 16 equipos Bielorrusia Bosnia y Herzegovina Chipre Egipto Estonia Hungría Irlanda Letonia Luxemburgo Madagascar Marruecos Moldavia Mónaco Polonia Turquía Ucrania | Zona de Europa y África 2 16 equipos Bielorrusia Bosnia y Herzegovina Chipre Egipto Estonia Hungría Irlanda Letonia Luxemburgo Madagascar Marruecos Moldavia Mónaco Polonia Turquía Ucrania | Zona de Asia y Oceanía 2 8 equipos Filipinas Hong Kong Indonesia Líbano Océano Pacífico Pakistán Sri Lanka Tailandia | Zona de América 2 8 equipos Barbados Bolivia El Salvador México Paraguay Puerto Rico Rep. Dominicana Venezuela | | | | | | | |
| 4.º       | 4.º       | Zona de Europa 3 14 equipos Albania Andorra Armenia Azerbaiyán Bulgaria Georgia Grecia Islandia Lituania Macedonia Malta Montenegro Noruega San Marino | Zona de Europa 3 14 equipos Albania Andorra Armenia Azerbaiyán Bulgaria Georgia Grecia Islandia Lituania Macedonia Malta Montenegro Noruega San Marino | Zona de Europa 3 14 equipos Albania Andorra Armenia Azerbaiyán Bulgaria Georgia Grecia Islandia Lituania Macedonia Malta Montenegro Noruega San Marino | Zona de Europa 3 14 equipos Albania Andorra Armenia Azerbaiyán Bulgaria Georgia Grecia Islandia Lituania Macedonia Malta Montenegro Noruega San Marino | Zona de Europa 3 14 equipos Albania Andorra Armenia Azerbaiyán Bulgaria Georgia Grecia Islandia Lituania Macedonia Malta Montenegro Noruega San Marino | Zona de África 3 8 equipos Argelia Benín Costa de Marfil Ghana Kenia (N) Namibia Túnez Zimbabue | Zona de África 3 8 equipos Argelia Benín Costa de Marfil Ghana Kenia (N) Namibia Túnez Zimbabue | Zona de África 3 8 equipos Argelia Benín Costa de Marfil Ghana Kenia (N) Namibia Túnez Zimbabue | Zona de África 3 8 equipos Argelia Benín Costa de Marfil Ghana Kenia (N) Namibia Túnez Zimbabue | Zona de Asia y Oceanía 3 8 equipos Bangladés Irán Kirguistán Kuwait Malasia Omán Siria Vietnam | Zona de América 3 10 equipos Aruba Bahamas Costa Rica Guatemala Haití Honduras Islas Vírgenes Jamaica Panamá Trinidad y Tobago | | | | | | | |
| 5.º       | 5.º       | | | | | | | | | | Zona de Asia y Oceanía 4 10 equipos (N) Arabia Saudí Baréin (N) Camboya Catar Emiratos Árabes Irak Jordania Myanmar Singapur Turkmenistán | | | | | | | | |
| Alemania  | Argentina | Austria | Canadá | Croacia | España | Estados Unidos | Francia | | | | | | | | | | | | |
| Italia    | Japón     | Kazajistán | Rep. Checa | Rusia | Serbia | Suecia | Suiza | | | | | | | | | | | | |

## Grupo Mundial

### Repesca clasificatoria
Los partidos se celebraron entre el 14 y el 16 de septiembre de 2011.

### Equipos participantes
| Equipos participantes en el Grupo Mundial de 2012 | Equipos participantes en el Grupo Mundial de 2012 | Equipos participantes en el Grupo Mundial de 2012 | Equipos participantes en el Grupo Mundial de 2012 | Equipos participantes en el Grupo Mundial de 2012 | Equipos participantes en el Grupo Mundial de 2012 | Equipos participantes en el Grupo Mundial de 2012 | Equipos participantes en el Grupo Mundial de 2012 |
| Alemania                                          | Argentina                                         | Austria                                           | Canadá                                            | Croacia                                           | España                                            | Estados Unidos                                    | Francia                                           |
| Italia                                            | Japón                                             | Kazajistán                                        | Rep. Checa                                        | Rusia                                             | Serbia                                            | Suecia                                            | Suiza                                             |
| ------------------------------------------------- | ------------------------------------------------- | ------------------------------------------------- | ------------------------------------------------- | ------------------------------------------------- | ------------------------------------------------- | ------------------------------------------------- | ------------------------------------------------- |

### Sorteo
- El sorteo del Grupo Mundial para la Copa Davis 2012 se realizó el 21 de septiembre del 2011 en la ciudad de Bangkok en Tailandia a las 18:30 hora local (11:30 GMT).

Cabezas de serie
| 1. España 2. Argentina 3. Serbia 4. Francia | 1. República Checa 2. Estados Unidos 3. Croacia 4. Rusia |

### Eliminatorias
|  | Octavos de final    | Octavos de final    |                     |   | Cuartos de final | Cuartos de final |  |  | Semifinales      | Semifinales      |  |  | Final           | Final           |
|  | 10-12 febrero       | 10-12 febrero       |                     |   | 6-8 abril        | 6-8 abril        |  |  | 14-16 septiembre | 14-16 septiembre |  |  | 16-18 noviembre | 16-18 noviembre |
|  |                     |                     |                     |   |                  |                  |  |  |                  |                  |  |  |                 |                 |
|  |                     |                     |                     |   |                  |                  |  |  |                  |                  |  |  |                 |                 |
|  |                     |                     |                     |   |                  |                  |  |  |                  |                  |  |  |                 |                 |
|  | España (1)          | 5                   |                     |   |                  |                  |  |  |                  |                  |  |  |                 |                 |
|  | España (1)          | 5                   |                     |   |                  |                  |  |  |                  |                  |  |  |                 |                 |
|  | Kazajistán          | 0                   |                     |   |                  |                  |  |  |                  |                  |  |  |                 |                 |
|  | Kazajistán          | 0                   | España (1)          | 4 |                  |                  |  |  |                  |                  |  |  |                 |                 |
|  |                     |                     |                     | 4 |                  |                  |  |  |                  |                  |  |  |                 |                 |
|  |                     | Austria             | 1                   |   |                  |                  |  |  |                  |                  |  |  |                 |                 |
|  | Rusia (8)           | Austria             | 1                   | 2 |                  |                  |  |  |                  |                  |  |  |                 |                 |
|  | Rusia (8)           |                     |                     | 2 |                  |                  |  |  |                  |                  |  |  |                 |                 |
|  | Austria             | 3                   |                     |   |                  |                  |  |  |                  |                  |  |  |                 |                 |
|  | Austria             | 3                   | España (1)          | 3 |                  |                  |  |  |                  |                  |  |  |                 |                 |
|  |                     |                     |                     | 3 |                  |                  |  |  |                  |                  |  |  |                 |                 |
|  |                     | Estados Unidos (6)  | 1                   |   |                  |                  |  |  |                  |                  |  |  |                 |                 |
|  | Francia (4)         | Estados Unidos (6)  | 1                   | 4 |                  |                  |  |  |                  |                  |  |  |                 |                 |
|  | Francia (4)         |                     |                     | 4 |                  |                  |  |  |                  |                  |  |  |                 |                 |
|  | Canadá              | 1                   |                     |   |                  |                  |  |  |                  |                  |  |  |                 |                 |
|  | Canadá              | 1                   | Francia (4)         | 2 |                  |                  |  |  |                  |                  |  |  |                 |                 |
|  |                     |                     |                     | 2 |                  |                  |  |  |                  |                  |  |  |                 |                 |
|  |                     | Estados Unidos (6)  | (5)3                |   |                  |                  |  |  |                  |                  |  |  |                 |                 |
|  | Estados Unidos (6)  | Estados Unidos (6)  | (5)3                | 5 |                  |                  |  |  |                  |                  |  |  |                 |                 |
|  | Estados Unidos (6)  |                     |                     | 5 |                  |                  |  |  |                  |                  |  |  |                 |                 |
|  | Suiza               | 0                   |                     |   |                  |                  |  |  |                  |                  |  |  |                 |                 |
|  | Suiza               | 0                   | España (1)          | 2 |                  |                  |  |  |                  |                  |  |  |                 |                 |
|  |                     |                     |                     | 2 |                  |                  |  |  |                  |                  |  |  |                 |                 |
|  |                     | República Checa (5) | 3                   |   |                  |                  |  |  |                  |                  |  |  |                 |                 |
|  | Italia              | República Checa (5) | 3                   | 1 |                  |                  |  |  |                  |                  |  |  |                 |                 |
|  | Italia              |                     |                     | 1 |                  |                  |  |  |                  |                  |  |  |                 |                 |
|  | República Checa (5) | 4                   |                     |   |                  |                  |  |  |                  |                  |  |  |                 |                 |
|  | República Checa (5) | 4                   | República Checa (5) | 4 |                  |                  |  |  |                  |                  |  |  |                 |                 |
|  |                     |                     |                     | 4 |                  |                  |  |  |                  |                  |  |  |                 |                 |
|  |                     | Serbia (3)          | 1                   |   |                  |                  |  |  |                  |                  |  |  |                 |                 |
|  | Suecia              | Serbia (3)          | 1                   | 1 |                  |                  |  |  |                  |                  |  |  |                 |                 |
|  | Suecia              |                     |                     | 1 |                  |                  |  |  |                  |                  |  |  |                 |                 |
|  | Serbia (3)          | 4                   |                     |   |                  |                  |  |  |                  |                  |  |  |                 |                 |
|  | Serbia (3)          | 4                   | República Checa (5) | 3 |                  |                  |  |  |                  |                  |  |  |                 |                 |
|  |                     |                     |                     | 3 |                  |                  |  |  |                  |                  |  |  |                 |                 |
|  |                     | Argentina (2)       | 2                   |   |                  |                  |  |  |                  |                  |  |  |                 |                 |
|  | Japón               | Argentina (2)       | 2                   | 2 |                  |                  |  |  |                  |                  |  |  |                 |                 |
|  | Japón               |                     |                     | 2 |                  |                  |  |  |                  |                  |  |  |                 |                 |
|  | Croacia (7)         | 3                   |                     |   |                  |                  |  |  |                  |                  |  |  |                 |                 |
|  | Croacia (7)         | 3                   | Argentina (2)       | 4 |                  |                  |  |  |                  |                  |  |  |                 |                 |
|  |                     |                     |                     | 4 |                  |                  |  |  |                  |                  |  |  |                 |                 |
|  |                     | Croacia (7)         | 1                   |   |                  |                  |  |  |                  |                  |  |  |                 |                 |
|  | Alemania            | Croacia (7)         | 1                   | 1 |                  |                  |  |  |                  |                  |  |  |                 |                 |
|  | Alemania            |                     |                     | 1 |                  |                  |  |  |                  |                  |  |  |                 |                 |
|  | Argentina (2)       | 4                   |                     |   |                  |                  |  |  |                  |                  |  |  |                 |                 |
|  | Argentina (2)       | 4                   |                     |   |                  |                  |  |  |                  |                  |  |  |                 |                 |

- En cursiva equipos que juegan de local.
- Los perdedores de la primera ronda, juegan contra los que clasifican en el grupo mundial.
- (s) Entre paréntesis indica el número de cabeza de serie.

#### Octavos de final
| | Bandera de España     | España                           | 5 | 0   | Kazajistán | Bandera de Kazajistán |   |
| --- | --------------------- | -------------------------------- | - | --- | ---------- | --------------------- | - |
| Palacio Municipal de los Deportes, Oviedo, España 10 al 12 de febrero de 2012 |                       |                                  |   |     |            |                       |   |
| \| 1 \| \| Juan Carlos Ferrero \| 6 \| 4 \| 7 \| 4 \| 6 \| \| 1 \| \| Mijaíl Kukushkin \| 1 \| 6 \| 62 \| 6 \| 4 \| \| 2 \| \| Nicolás Almagro \| 6 \| 4 \| 6 \| 6 \| \| \| 2 \| \| Andréi Golúbev \| 3 \| 6 \| 1 \| 1 \| \| \| 3 \| \| Marcel Granollers - Marc López \| 6 \| 6 \| 6 \| \| \| \| 3 \| \| Yevgueni Koroliov - Yuri Schukin \| 2 \| 3 \| 1 \| \| \| \| 4 \| \| Nicolas Almagro \| 6 \| 6 \| \| \| \| \| 4 \| \| Yevgueni Koroliov \| 3 \| 4 \| \| \| \| \| 5 \| \| Marcel Granollers \| 6 \| 6 2 \| 6 \| \| \| \| 5 \| \| Andréi Golúbev \| 3 \| 7 \| 3 \| \| \| |                       |                                  |   |     |            |                       |   |
| 1 | Bandera de España     | Juan Carlos Ferrero              | 6 | 4   | 7          | 4                     | 6 |
| 1 | Bandera de Kazajistán | Mijaíl Kukushkin                 | 1 | 6   | 62         | 6                     | 4 |
| 2 | Bandera de España     | Nicolás Almagro                  | 6 | 4   | 6          | 6                     |   |
| 2 | Bandera de Kazajistán | Andréi Golúbev                   | 3 | 6   | 1          | 1                     |   |
| 3 | Bandera de España     | Marcel Granollers - Marc López   | 6 | 6   | 6          |                       |   |
| 3 | Bandera de Kazajistán | Yevgueni Koroliov - Yuri Schukin | 2 | 3   | 1          |                       |   |
| 4 | Bandera de España     | Nicolas Almagro                  | 6 | 6   |            |                       |   |
| 4 | Bandera de Kazajistán | Yevgueni Koroliov                | 3 | 4   |            |                       |   |
| 5 | Bandera de España     | Marcel Granollers                | 6 | 6 2 | 6          |                       |   |
| 5 | Bandera de Kazajistán | Andréi Golúbev                   | 3 | 7   | 3          |                       |   |

| | Bandera de Austria | Austria                           | 3  | 2  | Rusia | Bandera de Rusia |   |
| --- | ------------------ | --------------------------------- | -- | -- | ----- | ---------------- | - |
| Arena Nova, Wiener Neustadt, Austria 10 al 12 de febrero de 2012 |                    |                                   |    |    |       |                  |   |
| \| 1 \| \| Jürgen Melzer \| 6 \| 63 \| 6 \| 3 \| 6 \| \| 1 \| \| Ígor Kunitsyn \| 2 \| 7 \| 4 \| 6 \| 1 \| \| 2 \| \| Andreas Haider-Maurer \| 6 \| 6 \| 61 \| 6 \| \| \| 2 \| \| Alex Bogomolov Jr. \| 1 \| 4 \| 7 \| 2 \| \| \| 3 \| \| Oliver Marach - Alexander Peya \| 61 \| 7 \| 5 \| 6 \| 4 \| \| 3 \| \| Nikolái Davydenko - Mijaíl Yuzhny \| 7 \| 67 \| 7 \| 3 \| 6 \| \| 4 \| \| Jürgen Melzer \| 6 \| 6 \| 6 \| \| \| \| 4 \| \| Alex Bogomolov Jr. \| 2 \| 4 \| 1 \| \| \| \| 5 \| \| Andreas Haider-Maurer \| 4 \| 6 \| 64 \| \| \| \| 5 \| \| Ígor Kunitsyn \| 6 \| 4 \| 7 \| \| \| |                    |                                   |    |    |       |                  |   |
| 1 | Bandera de Austria | Jürgen Melzer                     | 6  | 63 | 6     | 3                | 6 |
| 1 | Bandera de Rusia   | Ígor Kunitsyn                     | 2  | 7  | 4     | 6                | 1 |
| 2 | Bandera de Austria | Andreas Haider-Maurer             | 6  | 6  | 61    | 6                |   |
| 2 | Bandera de Rusia   | Alex Bogomolov Jr.                | 1  | 4  | 7     | 2                |   |
| 3 | Bandera de Austria | Oliver Marach - Alexander Peya    | 61 | 7  | 5     | 6                | 4 |
| 3 | Bandera de Rusia   | Nikolái Davydenko - Mijaíl Yuzhny | 7  | 67 | 7     | 3                | 6 |
| 4 | Bandera de Austria | Jürgen Melzer                     | 6  | 6  | 6     |                  |   |
| 4 | Bandera de Rusia   | Alex Bogomolov Jr.                | 2  | 4  | 1     |                  |   |
| 5 | Bandera de Austria | Andreas Haider-Maurer             | 4  | 6  | 64    |                  |   |
| 5 | Bandera de Rusia   | Ígor Kunitsyn                     | 6  | 4  | 7     |                  |   |

| | Bandera de Canadá  | Canadá                            | 1  | 4  | Francia | Bandera de Francia |  |  |
| --- | ------------------ | --------------------------------- | -- | -- | ------- | ------------------ |  |  |
| Thunderbird Sports Centre, Vancouver, Canadá 10 al 12 de febrero de 2012 |                    |                                   |    |    |         |                    |  |  |
| \| 1 \| \| Vasek Pospisil \| 1 \| 3 \| 3 \| \| \| \| \| 1 \| \| Jo-Wilfried Tsonga \| 6 \| 6 \| 6 \| \| \| \| \| 2 \| \| Milos Raonic \| 6 \| 6 \| 7 \| \| \| \| \| 2 \| \| Julien Benneteau \| 2 \| 4 \| 5 \| \| \| \| \| 3 \| \| Daniel Nestor - Milos Raonic \| 61 \| 62 \| 3 \| \| \| \| \| 3 \| \| Julien Benneteau - Michael Llodra \| 7 \| 7 \| 6 \| \| \| \| \| 4 \| \| Frank Dancevic \| 4 \| 4 \| 1 \| \| \| \| \| 4 \| \| Jo-Wilfried Tsonga \| 6 \| 6 \| 6 \| \| \| \| \| 5 \| \| Vasek Pospisil \| 4 \| 4 \| \| \| \| \| \| 5 \| \| Gaël Monfils \| 6 \| 6 \| \| \| \| \| |                    |                                   |    |    |         |                    |  |  |
| 1 | Bandera de Canadá  | Vasek Pospisil                    | 1  | 3  | 3       |                    |  |  |
| 1 | Bandera de Francia | Jo-Wilfried Tsonga                | 6  | 6  | 6       |                    |  |  |
| 2 | Bandera de Canadá  | Milos Raonic                      | 6  | 6  | 7       |                    |  |  |
| 2 | Bandera de Francia | Julien Benneteau                  | 2  | 4  | 5       |                    |  |  |
| 3 | Bandera de Canadá  | Daniel Nestor - Milos Raonic      | 61 | 62 | 3       |                    |  |  |
| 3 | Bandera de Francia | Julien Benneteau - Michael Llodra | 7  | 7  | 6       |                    |  |  |
| 4 | Bandera de Canadá  | Frank Dancevic                    | 4  | 4  | 1       |                    |  |  |
| 4 | Bandera de Francia | Jo-Wilfried Tsonga                | 6  | 6  | 6       |                    |  |  |
| 5 | Bandera de Canadá  | Vasek Pospisil                    | 4  | 4  |         |                    |  |  |
| 5 | Bandera de Francia | Gaël Monfils                      | 6  | 6  |         |                    |  |  |

| | Bandera de Suiza          | Suiza                              | 0  | 5  | Estados Unidos | Bandera de Estados Unidos |   |
| --- | ------------------------- | ---------------------------------- | -- | -- | -------------- | ------------------------- | - |
| Forum Fribourg, Fribourg, Suiza 10 al 12 de febrero de 2012 |                           |                                    |    |    |                |                           |   |
| \| 1 \| \| Stanislas Wawrinka \| 2 \| 6 \| 6 \| 1 \| 7 \| \| 1 \| \| Mardy Fish \| 6 \| 4 \| 4 \| 6 \| 9 \| \| 2 \| \| Roger Federer \| 6 \| 3 \| 64 \| 2 \| \| \| 2 \| \| John Isner \| 4 \| 6 \| 7 \| 6 \| \| \| 3 \| \| Roger Federer - Stanislas Wawrinka \| 6 \| 3 \| 3 \| 3 \| \| \| 3 \| \| Mike Bryan - Mardy Fish \| 4 \| 6 \| 6 \| 6 \| \| \| 4 \| \| Michael Lammer \| 60 \| 64 \| \| \| \| \| 4 \| \| Ryan Harrison \| 7 \| 7 \| \| \| \| \| 5 \| \| Marco Chiudinelli \| 3 \| 4 \| \| \| \| \| 5 \| \| John Isner \| 6 \| 6 \| \| \| \| |                           |                                    |    |    |                |                           |   |
| 1 | Bandera de Suiza          | Stanislas Wawrinka                 | 2  | 6  | 6              | 1                         | 7 |
| 1 | Bandera de Estados Unidos | Mardy Fish                         | 6  | 4  | 4              | 6                         | 9 |
| 2 | Bandera de Suiza          | Roger Federer                      | 6  | 3  | 64             | 2                         |   |
| 2 | Bandera de Estados Unidos | John Isner                         | 4  | 6  | 7              | 6                         |   |
| 3 | Bandera de Suiza          | Roger Federer - Stanislas Wawrinka | 6  | 3  | 3              | 3                         |   |
| 3 | Bandera de Estados Unidos | Mike Bryan - Mardy Fish            | 4  | 6  | 6              | 6                         |   |
| 4 | Bandera de Suiza          | Michael Lammer                     | 60 | 64 |                |                           |   |
| 4 | Bandera de Estados Unidos | Ryan Harrison                      | 7  | 7  |                |                           |   |
| 5 | Bandera de Suiza          | Marco Chiudinelli                  | 3  | 4  |                |                           |   |
| 5 | Bandera de Estados Unidos | John Isner                         | 6  | 6  |                |                           |   |

| | Bandera de República Checa | República Checa                    | 4 | 1 | Italia | Bandera de Italia |   |
| --- | -------------------------- | ---------------------------------- | - | - | ------ | ----------------- | - |
| CEZ Arena, Ostrava, República Checa 10 al 12 de febrero de 2012 |                            |                                    |   |   |        |                   |   |
| \| 1 \| \| Radek Štěpánek \| 4 \| 6 \| 6 \| 3 \| 6 \| \| 1 \| \| Andreas Seppi \| 6 \| 4 \| 3 \| 6 \| 3 \| \| 2 \| \| Tomáš Berdych \| 6 \| 4 \| 7 \| 6 \| \| \| 2 \| \| Simone Bolelli \| 3 \| 6 \| 5 \| 2 \| \| \| 3 \| \| Tomáš Berdych - Radek Štěpánek \| 6 \| 6 \| 6 \| \| \| \| 3 \| \| Daniele Bracciali - Potito Starace \| 3 \| 4 \| 2 \| \| \| \| 4 \| \| Lukáš Rosol \| 4 \| 6 \| 6 \| \| \| \| 4 \| \| Andreas Seppi \| 6 \| 3 \| 4 \| \| \| \| 5 \| \| Frantisek Cermak \| 4 \| 4 \| \| \| \| \| 5 \| \| Simone Bolelli \| 6 \| 6 \| \| \| \| |                            |                                    |   |   |        |                   |   |
| 1 | Bandera de República Checa | Radek Štěpánek                     | 4 | 6 | 6      | 3                 | 6 |
| 1 | Bandera de Italia          | Andreas Seppi                      | 6 | 4 | 3      | 6                 | 3 |
| 2 | Bandera de República Checa | Tomáš Berdych                      | 6 | 4 | 7      | 6                 |   |
| 2 | Bandera de Italia          | Simone Bolelli                     | 3 | 6 | 5      | 2                 |   |
| 3 | Bandera de República Checa | Tomáš Berdych - Radek Štěpánek     | 6 | 6 | 6      |                   |   |
| 3 | Bandera de Italia          | Daniele Bracciali - Potito Starace | 3 | 4 | 2      |                   |   |
| 4 | Bandera de República Checa | Lukáš Rosol                        | 4 | 6 | 6      |                   |   |
| 4 | Bandera de Italia          | Andreas Seppi                      | 6 | 3 | 4      |                   |   |
| 5 | Bandera de República Checa | Frantisek Cermak                   | 4 | 4 |        |                   |   |
| 5 | Bandera de Italia          | Simone Bolelli                     | 6 | 6 |        |                   |   |

| | Bandera de Serbia | Serbia                             | 4 | 1  | Suecia | Bandera de Suecia |    |
| --- | ----------------- | ---------------------------------- | - | -- | ------ | ----------------- | -- |
| Hala Cair, Nis, Serbia 10 al 12 de febrero de 2012 |                   |                                    |   |    |        |                   |    |
| \| 1 \| \| Janko Tipsarević \| 6 \| 6 \| 6 \| \| \| \| 1 \| \| Filip Prpic \| 3 \| 3 \| 4 \| \| \| \| 2 \| \| Viktor Troicki \| 6 \| 6 \| 5 \| 6 \| \| \| 2 \| \| Michael Ryderstedt \| 4 \| 3 \| 7 \| 3 \| \| \| 3 \| \| Janko Tipsarević - Nenad Zimonjic \| 6 \| 3 \| 64 \| 7 \| 8 \| \| 3 \| \| Johan Brunstrom - Robert Lindstedt \| 3 \| 6 \| 7 \| 6 3 \| 10 \| \| 4 \| \| Janko Tipsarević \| 6 \| 7 \| 7 \| \| \| \| 4 \| \| Michael Ryderstedt \| 2 \| 65 \| 5 \| \| \| \| 5 \| \| Dušan Lajović \| 6 \| 6 \| \| \| \| \| 5 \| \| Filip Prpic \| 4 \| 4 \| \| \| \| |                   |                                    |   |    |        |                   |    |
| 1 | Bandera de Serbia | Janko Tipsarević                   | 6 | 6  | 6      |                   |    |
| 1 | Bandera de Suecia | Filip Prpic                        | 3 | 3  | 4      |                   |    |
| 2 | Bandera de Serbia | Viktor Troicki                     | 6 | 6  | 5      | 6                 |    |
| 2 | Bandera de Suecia | Michael Ryderstedt                 | 4 | 3  | 7      | 3                 |    |
| 3 | Bandera de Serbia | Janko Tipsarević - Nenad Zimonjic  | 6 | 3  | 64     | 7                 | 8  |
| 3 | Bandera de Suecia | Johan Brunstrom - Robert Lindstedt | 3 | 6  | 7      | 6 3               | 10 |
| 4 | Bandera de Serbia | Janko Tipsarević                   | 6 | 7  | 7      |                   |    |
| 4 | Bandera de Suecia | Michael Ryderstedt                 | 2 | 65 | 5      |                   |    |
| 5 | Bandera de Serbia | Dušan Lajović                      | 6 | 6  |        |                   |    |
| 5 | Bandera de Suecia | Filip Prpic                        | 4 | 4  |        |                   |    |

| | Bandera de Japón   | Japón                       | 2  | 3  | Croacia | Bandera de Croacia |   |
| --- | ------------------ | --------------------------- | -- | -- | ------- | ------------------ | - |
| Bourbon Beans Dome, Hyogo, Japón 10 al 12 de febrero de 2012 |                    |                             |    |    |         |                    |   |
| \| 1 \| \| Go Soeda \| 63 \| 3 \| 6 \| 6 \| 7 \| \| 1 \| \| Ivan Dodig \| 7 \| 6 \| 4 \| 3 \| 5 \| \| 2 \| \| Kei Nishikori \| 4 \| 4 \| 3 \| \| \| \| 2 \| \| Ivo Karlović \| 6 \| 6 \| 6 \| \| \| \| 3 \| \| Tatsuma Ito - Yuichi Sugita \| 4 \| 4 \| 6 \| 3 \| \| \| 3 \| \| Ivan Dodig - Ivo Karlović \| 6 \| 6 \| 3 \| 6 \| \| \| 4 \| \| Kei Nishikori \| 7 \| 7 \| 6 \| \| \| \| 4 \| \| Ivan Dodig \| 5 \| 64 \| 3 \| \| \| \| 5 \| \| Go Soeda \| 64 \| 1 \| 4 \| \| \| \| 5 \| \| Ivo Karlović \| 7 \| 6 \| 6 \| \| \| |                    |                             |    |    |         |                    |   |
| 1 | Bandera de Japón   | Go Soeda                    | 63 | 3  | 6       | 6                  | 7 |
| 1 | Bandera de Croacia | Ivan Dodig                  | 7  | 6  | 4       | 3                  | 5 |
| 2 | Bandera de Japón   | Kei Nishikori               | 4  | 4  | 3       |                    |   |
| 2 | Bandera de Croacia | Ivo Karlović                | 6  | 6  | 6       |                    |   |
| 3 | Bandera de Japón   | Tatsuma Ito - Yuichi Sugita | 4  | 4  | 6       | 3                  |   |
| 3 | Bandera de Croacia | Ivan Dodig - Ivo Karlović   | 6  | 6  | 3       | 6                  |   |
| 4 | Bandera de Japón   | Kei Nishikori               | 7  | 7  | 6       |                    |   |
| 4 | Bandera de Croacia | Ivan Dodig                  | 5  | 64 | 3       |                    |   |
| 5 | Bandera de Japón   | Go Soeda                    | 64 | 1  | 4       |                    |   |
| 5 | Bandera de Croacia | Ivo Karlović                | 7  | 6  | 6       |                    |   |

| | Bandera de Alemania  | Alemania                           | 1  | 4 | Argentina | Bandera de Argentina |   |
| --- | -------------------- | ---------------------------------- | -- | - | --------- | -------------------- | - |
| Stechert Arena Bamberg, Bamberg, Alemania 10 al 12 de febrero de 2012 |                      |                                    |    |   |           |                      |   |
| \| 1 \| \| Philipp Petzschner \| 3 \| 3 \| 3 \| \| \| \| 1 \| \| Juan Mónaco \| 6 \| 6 \| 6 \| \| \| \| 2 \| \| Florian Mayer \| 6 \| 0 \| 1 \| 65 \| \| \| 2 \| \| David Nalbandian \| 2 \| 6 \| 6 \| 7 \| \| \| 3 \| \| Tommy Haas - Philipp Petzschner \| 6 \| 6 \| 4 \| 3 \| 4 \| \| 3 \| \| David Nalbandian - Eduardo Schwank \| 3 \| 4 \| 6 \| 6 \| 6 \| \| 4 \| \| Florian Mayer \| 5 \| 5 \| \| \| \| \| 4 \| \| Juan Ignacio Chela \| 7 \| 7 \| \| \| \| \| 5 \| \| Cedrik-Marcel Stebe \| 7 \| 7 \| \| \| \| \| 5 \| \| Eduardo Schwank \| 61 \| 5 \| \| \| \| |                      |                                    |    |   |           |                      |   |
| 1 | Bandera de Alemania  | Philipp Petzschner                 | 3  | 3 | 3         |                      |   |
| 1 | Bandera de Argentina | Juan Mónaco                        | 6  | 6 | 6         |                      |   |
| 2 | Bandera de Alemania  | Florian Mayer                      | 6  | 0 | 1         | 65                   |   |
| 2 | Bandera de Argentina | David Nalbandian                   | 2  | 6 | 6         | 7                    |   |
| 3 | Bandera de Alemania  | Tommy Haas - Philipp Petzschner    | 6  | 6 | 4         | 3                    | 4 |
| 3 | Bandera de Argentina | David Nalbandian - Eduardo Schwank | 3  | 4 | 6         | 6                    | 6 |
| 4 | Bandera de Alemania  | Florian Mayer                      | 5  | 5 |           |                      |   |
| 4 | Bandera de Argentina | Juan Ignacio Chela                 | 7  | 7 |           |                      |   |
| 5 | Bandera de Alemania  | Cedrik-Marcel Stebe                | 7  | 7 |           |                      |   |
| 5 | Bandera de Argentina | Eduardo Schwank                    | 61 | 5 |           |                      |   |

#### Cuartos de final
| Marina d'Or, Oropesa del Mar, España 6 al 8 de abril de 2012 |                    |                                |   |   |   |     |  |  |
| \| 1 \| \| Nicolás Almagro \| 6 \| 6 \| 6 \| \| \| \| \| 1 \| \| Jurgen Melzer \| 2 \| 2 \| 4 \| \| \| \| \| 2 \| \| David Ferrer \| 6 \| 6 \| 6 \| \| \| \| \| 2 \| \| Andreas Haider-Maurer \| 1 \| 3 \| 1 \| \| \| \| \| 3 \| \| Marcel Granollers - Marc López \| 6 \| 4 \| 4 \| 610 \| \| \| \| 3 \| \| Oliver Marach - Alexander Peya \| 3 \| 6 \| 6 \| 7 \| \| \| \| 4 \| \| David Ferrer \| 7 \| 6 \| 6 \| \| \| \| \| 4 \| \| Jurgen Melzer \| 5 \| 3 \| 3 \| \| \| \| \| 5 \| \| Nicolás Almagro \| 7 \| 7 \| \| \| \| \| \| 5 \| \| Alexander Peya \| 5 \| 5 \| \| \| \| \| |                    |                                |   |   |   |     |  |  |
| 1 | Bandera de España  | Nicolás Almagro                | 6 | 6 | 6 |     |  |  |
| 1 | Bandera de Austria | Jurgen Melzer                  | 2 | 2 | 4 |     |  |  |
| 2 | Bandera de España  | David Ferrer                   | 6 | 6 | 6 |     |  |  |
| 2 | Bandera de Austria | Andreas Haider-Maurer          | 1 | 3 | 1 |     |  |  |
| 3 | Bandera de España  | Marcel Granollers - Marc López | 6 | 4 | 4 | 610 |  |  |
| 3 | Bandera de Austria | Oliver Marach - Alexander Peya | 3 | 6 | 6 | 7   |  |  |
| 4 | Bandera de España  | David Ferrer                   | 7 | 6 | 6 |     |  |  |
| 4 | Bandera de Austria | Jurgen Melzer                  | 5 | 3 | 3 |     |  |  |
| 5 | Bandera de España  | Nicolás Almagro                | 7 | 7 |   |     |  |  |
| 5 | Bandera de Austria | Alexander Peya                 | 5 | 5 |   |     |  |  |

| | Bandera de Francia        | Francia                           | 2 | 3  | Estados Unidos | Bandera de Estados Unidos |  |
| --- | ------------------------- | --------------------------------- | - | -- | -------------- | ------------------------- |  |
| Monte Carlo Country Club, Rocabruna, Francia 6 al 8 de abril de 2012 |                           |                                   |   |    |                |                           |  |
| \| 1 \| \| Jo-Wilfried Tsonga \| 7 \| 6 \| 2 \| 6 \| \| \| 1 \| \| Ryan Harrison \| 5 \| 2 \| 6 \| 2 \| \| \| 2 \| \| Gilles Simon \| 3 \| 2 \| 5 \| \| \| \| 2 \| \| John Isner \| 6 \| 6 \| 7 \| \| \| \| 3 \| \| Julien Benneteau - Michael Llodra \| 4 \| 4 \| 63 \| \| \| \| 3 \| \| Bob Bryan - Mike Bryan \| 6 \| 6 \| 7 \| \| \| \| 4 \| \| Jo-Wilfried Tsonga \| 3 \| 64 \| 7 \| 3 \| \| \| 4 \| \| John Isner \| 6 \| 7 \| 5 \| 6 \| \| \| 5 \| \| Gilles Simon \| 6 \| 6 \| \| \| \| \| 5 \| \| Ryan Harrison \| 2 \| 3 \| \| \| \| |                           |                                   |   |    |                |                           |  |
| 1 | Bandera de Francia        | Jo-Wilfried Tsonga                | 7 | 6  | 2              | 6                         |  |
| 1 | Bandera de Estados Unidos | Ryan Harrison                     | 5 | 2  | 6              | 2                         |  |
| 2 | Bandera de Francia        | Gilles Simon                      | 3 | 2  | 5              |                           |  |
| 2 | Bandera de Estados Unidos | John Isner                        | 6 | 6  | 7              |                           |  |
| 3 | Bandera de Francia        | Julien Benneteau - Michael Llodra | 4 | 4  | 63             |                           |  |
| 3 | Bandera de Estados Unidos | Bob Bryan - Mike Bryan            | 6 | 6  | 7              |                           |  |
| 4 | Bandera de Francia        | Jo-Wilfried Tsonga                | 3 | 64 | 7              | 3                         |  |
| 4 | Bandera de Estados Unidos | John Isner                        | 6 | 7  | 5              | 6                         |  |
| 5 | Bandera de Francia        | Gilles Simon                      | 6 | 6  |                |                           |  |
| 5 | Bandera de Estados Unidos | Ryan Harrison                     | 2 | 3  |                |                           |  |

| | Bandera de República Checa | República Checa                 | 4  | 1 | Serbia | Bandera de Serbia |   |
| --- | -------------------------- | ------------------------------- | -- | - | ------ | ----------------- | - |
| O2 Arena, Praga, República Checa 6 al 8 de abril de 2012 |                            |                                 |    |   |        |                   |   |
| \| 1 \| \| Tomáš Berdych \| 6 \| 6 \| 6 \| \| \| \| 1 \| \| Viktor Troicki \| 2 \| 1 \| 2 \| \| \| \| 2 \| \| Radek Štěpánek \| 7 \| 4 \| 4 \| 6 \| 7 \| \| 2 \| \| Janko Tipsarević \| 5 \| 6 \| 6 \| 4 \| 9 \| \| 3 \| \| Tomáš Berdych - Radek Štěpánek \| 6 \| 6 \| 7 \| \| \| \| 3 \| \| Ilija Bozoljac - Nenad Zimonjić \| 4 \| 2 \| 64 \| \| \| \| 4 \| \| Tomáš Berdych \| 7 \| 7 \| 7 \| \| \| \| 4 \| \| Janko Tipsarević \| 6 \| 6 \| 67 \| \| \| \| 5 \| \| Lukás Rosol \| 7 \| 7 \| \| \| \| \| 5 \| \| Viktor Troicki \| 65 \| 5 \| \| \| \| |                            |                                 |    |   |        |                   |   |
| 1 | Bandera de República Checa | Tomáš Berdych                   | 6  | 6 | 6      |                   |   |
| 1 | Bandera de Serbia          | Viktor Troicki                  | 2  | 1 | 2      |                   |   |
| 2 | Bandera de República Checa | Radek Štěpánek                  | 7  | 4 | 4      | 6                 | 7 |
| 2 | Bandera de Serbia          | Janko Tipsarević                | 5  | 6 | 6      | 4                 | 9 |
| 3 | Bandera de República Checa | Tomáš Berdych - Radek Štěpánek  | 6  | 6 | 7      |                   |   |
| 3 | Bandera de Serbia          | Ilija Bozoljac - Nenad Zimonjić | 4  | 2 | 64     |                   |   |
| 4 | Bandera de República Checa | Tomáš Berdych                   | 7  | 7 | 7      |                   |   |
| 4 | Bandera de Serbia          | Janko Tipsarević                | 6  | 6 | 67     |                   |   |
| 5 | Bandera de República Checa | Lukás Rosol                     | 7  | 7 |        |                   |   |
| 5 | Bandera de Serbia          | Viktor Troicki                  | 65 | 5 |        |                   |   |

| | Bandera de Argentina | Argentina                          | 4 | 1  | Croacia | Bandera de Croacia |   |
| --- | -------------------- | ---------------------------------- | - | -- | ------- | ------------------ | - |
| Parque Roca, Buenos Aires, Argentina 6 al 8 de abril de 2012 |                      |                                    |   |    |         |                    |   |
| \| 1 \| \| David Nalbandian \| 7 \| 4 \| 6 \| 62 \| 3 \| \| 1 \| \| Marin Čilić \| 5 \| 6 \| 4 \| 7 \| 6 \| \| 2 \| \| Juan Martín del Potro \| 6 \| 7 \| 6 \| \| \| \| 2 \| \| Ivo Karlović \| 2 \| 67 \| 1 \| \| \| \| 3 \| \| David Nalbandian - Eduardo Schwank \| 3 \| 7 \| 6 \| 6 \| 8 \| \| 3 \| \| Marin Čilić - Ivo Karlović \| 6 \| 6 \| 3 \| 7 \| 6 \| \| 4 \| \| Juan Martín del Potro \| 6 \| 6 \| 6 \| \| \| \| 4 \| \| Marin Čilić \| 1 \| 2 \| 1 \| \| \| \| 5 \| \| Juan Mónaco \| 6 \| 6 \| \| \| \| \| 5 \| \| Antonio Veić \| 1 \| 1 \| \| \| \| |                      |                                    |   |    |         |                    |   |
| 1 | Bandera de Argentina | David Nalbandian                   | 7 | 4  | 6       | 62                 | 3 |
| 1 | Bandera de Croacia   | Marin Čilić                        | 5 | 6  | 4       | 7                  | 6 |
| 2 | Bandera de Argentina | Juan Martín del Potro              | 6 | 7  | 6       |                    |   |
| 2 | Bandera de Croacia   | Ivo Karlović                       | 2 | 67 | 1       |                    |   |
| 3 | Bandera de Argentina | David Nalbandian - Eduardo Schwank | 3 | 7  | 6       | 6                  | 8 |
| 3 | Bandera de Croacia   | Marin Čilić - Ivo Karlović         | 6 | 6  | 3       | 7                  | 6 |
| 4 | Bandera de Argentina | Juan Martín del Potro              | 6 | 6  | 6       |                    |   |
| 4 | Bandera de Croacia   | Marin Čilić                        | 1 | 2  | 1       |                    |   |
| 5 | Bandera de Argentina | Juan Mónaco                        | 6 | 6  |         |                    |   |
| 5 | Bandera de Croacia   | Antonio Veić                       | 1 | 1  |         |                    |   |

#### Semifinales
| | Bandera de España         | España                         | 3  | 1 | Estados Unidos | Bandera de Estados Unidos |   |
| --- | ------------------------- | ------------------------------ | -- | - | -------------- | ------------------------- | - |
| Parque Hermanos Castro, Gijón, España 14 al 16 de septiembre de 2012 |                           |                                |    |   |                |                           |   |
| \| 1 \| \| David Ferrer \| 4 \| 6 \| 6 \| 6 \| \| \| 1 \| \| Sam Querrey \| 6 \| 2 \| 2 \| 4 \| \| \| 2 \| \| Nicolás Almagro \| 6 \| 4 \| 6 \| 3 \| 7 \| \| 2 \| \| John Isner \| 4 \| 6 \| 4 \| 6 \| 5 \| \| 3 \| \| Marcel Granollers - Marc López \| 3 \| 6 \| 5 \| 5 \| \| \| 3 \| \| Bob Bryan - Mike Bryan \| 6 \| 3 \| 7 \| 7 \| \| \| 4 \| \| David Ferrer \| 63 \| 6 \| 6 \| 6 \| \| \| 4 \| \| John Isner \| 7 \| 3 \| 4 \| 2 \| \| \| 5 \| \| Nicolás Almagro \| \| \| \| \| \| \| 5 \| Sam Querrey \| \| \| \| \| \| \| |                           |                                |    |   |                |                           |   |
| 1 | Bandera de España         | David Ferrer                   | 4  | 6 | 6              | 6                         |   |
| 1 | Bandera de Estados Unidos | Sam Querrey                    | 6  | 2 | 2              | 4                         |   |
| 2 | Bandera de España         | Nicolás Almagro                | 6  | 4 | 6              | 3                         | 7 |
| 2 | Bandera de Estados Unidos | John Isner                     | 4  | 6 | 4              | 6                         | 5 |
| 3 | Bandera de España         | Marcel Granollers - Marc López | 3  | 6 | 5              | 5                         |   |
| 3 | Bandera de Estados Unidos | Bob Bryan - Mike Bryan         | 6  | 3 | 7              | 7                         |   |
| 4 | Bandera de España         | David Ferrer                   | 63 | 6 | 6              | 6                         |   |
| 4 | Bandera de Estados Unidos | John Isner                     | 7  | 3 | 4              | 2                         |   |
| 5 | Bandera de España         | Nicolás Almagro                |    |   |                |                           |   |
| 5 | Bandera de Estados Unidos | Sam Querrey                    |    |   |                |                           |   |

| | Bandera de Argentina       | Argentina                        | 2 | 3  | República Checa | Bandera de República Checa |   |
| --- | -------------------------- | -------------------------------- | - | -- | --------------- | -------------------------- | - |
| Estadio Mary Terán de Weiss, Buenos Aires, Argentina 14 al 16 de septiembre de 2012 |                            |                                  |   |    |                 |                            |   |
| \| 1 \| \| Juan Martín del Potro \| 6 \| 6 \| 6 \| \| \| \| 1 \| \| Radek Štěpánek \| 4 \| 4 \| 2 \| \| \| \| 2 \| \| Juan Mónaco \| 1 \| 6 \| 6 \| 4 \| 4 \| \| 2 \| \| Tomáš Berdych \| 6 \| 4 \| 1 \| 6 \| 6 \| \| 3 \| \| Carlos Berlocq - Eduardo Schwank \| 3 \| 4 \| 3 \| \| \| \| 3 \| \| Radek Štěpánek - Tomáš Berdych \| 6 \| 6 \| 6 \| \| \| \| 4 \| \| Carlos Berlocq \| 3 \| 3 \| 4 \| \| \| \| 4 \| \| Tomáš Berdych \| 6 \| 6 \| 6 \| \| \| \| 5 \| \| Juan Mónaco \| 6 \| 7 \| \| \| \| \| 5 \| \| Ivo Minar \| 3 \| 63 \| \| \| \| |                            |                                  |   |    |                 |                            |   |
| 1 | Bandera de Argentina       | Juan Martín del Potro            | 6 | 6  | 6               |                            |   |
| 1 | Bandera de República Checa | Radek Štěpánek                   | 4 | 4  | 2               |                            |   |
| 2 | Bandera de Argentina       | Juan Mónaco                      | 1 | 6  | 6               | 4                          | 4 |
| 2 | Bandera de República Checa | Tomáš Berdych                    | 6 | 4  | 1               | 6                          | 6 |
| 3 | Bandera de Argentina       | Carlos Berlocq - Eduardo Schwank | 3 | 4  | 3               |                            |   |
| 3 | Bandera de República Checa | Radek Štěpánek - Tomáš Berdych   | 6 | 6  | 6               |                            |   |
| 4 | Bandera de Argentina       | Carlos Berlocq                   | 3 | 3  | 4               |                            |   |
| 4 | Bandera de República Checa | Tomáš Berdych                    | 6 | 6  | 6               |                            |   |
| 5 | Bandera de Argentina       | Juan Mónaco                      | 6 | 7  |                 |                            |   |
| 5 | Bandera de República Checa | Ivo Minar                        | 3 | 63 |                 |                            |   |

#### Final
| | Bandera de República Checa | República Checa                | 3 | 2  | España | Bandera de España |   |
| --- | -------------------------- | ------------------------------ | - | -- | ------ | ----------------- | - |
| O2 Arena, Praga, República Checa 16 al 18 de noviembre de 2012 |                            |                                |   |    |        |                   |   |
| \| 1 \| \| Radek Štěpánek \| 3 \| 4 \| 4 \| \| \| \| 1 \| \| David Ferrer \| 6 \| 6 \| 6 \| \| \| \| 2 \| \| Tomáš Berdych \| 6 \| 3 \| 6 \| 65 \| 6 \| \| 2 \| \| Nicolás Almagro \| 3 \| 6 \| 3 \| 7 \| 3 \| \| 3 \| \| Tomáš Berdych - Radek Štěpánek \| 3 \| 6 \| 6 \| 6 \| \| \| 3 \| \| Marcel Granollers - Marc López \| 6 \| 3 \| 3 \| 3 \| \| \| 4 \| \| Tomáš Berdych \| 2 \| 3 \| 5 \| \| \| \| 4 \| \| David Ferrer \| 6 \| 6 \| 7 \| \| \| \| 5 \| \| Radek Štěpánek \| 6 \| 7 \| 3 \| 6 \| \| \| 5 \| \| Nicolás Almagro \| 4 \| 60 \| 6 \| 3 \| \| |                            |                                |   |    |        |                   |   |
| 1 | Bandera de República Checa | Radek Štěpánek                 | 3 | 4  | 4      |                   |   |
| 1 | Bandera de España          | David Ferrer                   | 6 | 6  | 6      |                   |   |
| 2 | Bandera de República Checa | Tomáš Berdych                  | 6 | 3  | 6      | 65                | 6 |
| 2 | Bandera de España          | Nicolás Almagro                | 3 | 6  | 3      | 7                 | 3 |
| 3 | Bandera de República Checa | Tomáš Berdych - Radek Štěpánek | 3 | 6  | 6      | 6                 |   |
| 3 | Bandera de España          | Marcel Granollers - Marc López | 6 | 3  | 3      | 3                 |   |
| 4 | Bandera de República Checa | Tomáš Berdych                  | 2 | 3  | 5      |                   |   |
| 4 | Bandera de España          | David Ferrer                   | 6 | 6  | 7      |                   |   |
| 5 | Bandera de República Checa | Radek Štěpánek                 | 6 | 7  | 3      | 6                 |   |
| 5 | Bandera de España          | Nicolás Almagro                | 4 | 60 | 6      | 3                 |   |

| República Checa                        |
| Campeón República Checa Segundo título |

## Play-offs Grupo Mundial de 2013
La repesca del Grupo Mundial de 2013 de Copa Davis se disputó entre los días 14 y 16 de septiembre de 2012. El sorteo decretó los siguientes encuentros:
| | Bandera de Kazajistán | Kazajistán                    | 3  | 1 | Uzbekistán | Bandera de Uzbekistán |   |
| --- | --------------------- | ----------------------------- | -- | - | ---------- | --------------------- | - |
| Tennis Club Napoli, Napoli, Kazajistán 14 al 16 de septiembre de 2012 |                       |                               |    |   |            |                       |   |
| \| 1 \| \| Yevgueni Koroliov \| 3 \| 6 \| 2 \| 6 \| 3 \| \| 1 \| \| Denis Istomin \| 6 \| 4 \| 6 \| 0 \| 6 \| \| 2 \| \| Mijaíl Kukushkin \| 6 \| 6 \| 3 \| 7 \| \| \| 2 \| \| Farruj Dustov \| 2 \| 4 \| 6 \| 65 \| \| \| 3 \| \| Andréi Golúbev – Yuri Schukin \| 7 \| 6 \| 6 \| \| \| \| 3 \| \| Farruj Dustov – Denis Istomin \| 63 \| 3 \| 4 \| \| \| \| 4 \| \| Mijaíl Kukushkin \| 6 \| 6 \| 65 \| 6 \| \| \| 4 \| \| Denis Istomin \| 4 \| 2 \| 7 \| 2 \| \| \| 5 \| \| Yevgueni Koroliov \| \| \| \| \| \| \| 5 \| Farruj Dustov \| \| \| \| \| \| \| |                       |                               |    |   |            |                       |   |
| 1 | Bandera de Kazajistán | Yevgueni Koroliov             | 3  | 6 | 2          | 6                     | 3 |
| 1 | Bandera de Uzbekistán | Denis Istomin                 | 6  | 4 | 6          | 0                     | 6 |
| 2 | Bandera de Kazajistán | Mijaíl Kukushkin              | 6  | 6 | 3          | 7                     |   |
| 2 | Bandera de Uzbekistán | Farruj Dustov                 | 2  | 4 | 6          | 65                    |   |
| 3 | Bandera de Kazajistán | Andréi Golúbev – Yuri Schukin | 7  | 6 | 6          |                       |   |
| 3 | Bandera de Uzbekistán | Farruj Dustov – Denis Istomin | 63 | 3 | 4          |                       |   |
| 4 | Bandera de Kazajistán | Mijaíl Kukushkin              | 6  | 6 | 65         | 6                     |   |
| 4 | Bandera de Uzbekistán | Denis Istomin                 | 4  | 2 | 7          | 2                     |   |
| 5 | Bandera de Kazajistán | Yevgueni Koroliov             |    |   |            |                       |   |
| 5 | Bandera de Uzbekistán | Farruj Dustov                 |    |   |            |                       |   |

| | Bandera de Alemania  | Alemania                             | 3 | 2 | Australia | Bandera de Australia |  |
| --- | -------------------- | ------------------------------------ | - | - | --------- | -------------------- |  |
| Rothenbaum Stadium, Hamburg, Alemania 14 al 16 de septiembre de 2012 |                      |                                      |   |   |           |                      |  |
| \| 1 \| \| Cedrik-Marcel Stebe \| 6 \| 3 \| 4 \| 64 \| \| \| 1 \| \| Bernard Tomic \| 2 \| 6 \| 6 \| 7 \| \| \| 2 \| \| Florian Mayer \| 7 \| 6 \| 6 \| \| \| \| 2 \| \| Lleyton Hewitt \| 5 \| 3 \| 2 \| \| \| \| 3 \| \| Benjamin Becker – Philipp Petzschner \| 3 \| 2 \| 6 \| 64 \| \| \| 3 \| \| Chris Guccione – Lleyton Hewitt \| 6 \| 6 \| 2 \| 7 \| \| \| 4 \| \| Florian Mayer \| 6 \| 6 \| 6 \| \| \| \| 4 \| \| Bernard Tomic \| 4 \| 2 \| 3 \| \| \| \| 5 \| \| Cedrik-Marcel Stebe \| 6 \| 6 \| 6 \| \| \| \| 5 \| \| Lleyton Hewitt \| 4 \| 1 \| 4 \| \| \| |                      |                                      |   |   |           |                      |  |
| 1 | Bandera de Alemania  | Cedrik-Marcel Stebe                  | 6 | 3 | 4         | 64                   |  |
| 1 | Bandera de Australia | Bernard Tomic                        | 2 | 6 | 6         | 7                    |  |
| 2 | Bandera de Alemania  | Florian Mayer                        | 7 | 6 | 6         |                      |  |
| 2 | Bandera de Australia | Lleyton Hewitt                       | 5 | 3 | 2         |                      |  |
| 3 | Bandera de Alemania  | Benjamin Becker – Philipp Petzschner | 3 | 2 | 6         | 64                   |  |
| 3 | Bandera de Australia | Chris Guccione – Lleyton Hewitt      | 6 | 6 | 2         | 7                    |  |
| 4 | Bandera de Alemania  | Florian Mayer                        | 6 | 6 | 6         |                      |  |
| 4 | Bandera de Australia | Bernard Tomic                        | 4 | 2 | 3         |                      |  |
| 5 | Bandera de Alemania  | Cedrik-Marcel Stebe                  | 6 | 6 | 6         |                      |  |
| 5 | Bandera de Australia | Lleyton Hewitt                       | 4 | 1 | 4         |                      |  |

| | Bandera de Japón  | Japón                       | 2 | 3  | Israel | Bandera de Israel |   |
| --- | ----------------- | --------------------------- | - | -- | ------ | ----------------- | - |
| Ariake Coliseum, Tokio, Japón 14 al 16 de septiembre de 2012 |                   |                             |   |    |        |                   |   |
| \| 1 \| \| Go Soeda \| 6 \| 6 \| 3 \| 6 \| \| \| 1 \| \| Dudi Sela \| 2 \| 4 \| 6 \| 4 \| \| \| 2 \| \| Tatsuma Ito \| 3 \| 2 \| 4 \| \| \| \| 2 \| \| Amir Weintraub \| 6 \| 6 \| 6 \| \| \| \| 3 \| \| Tatsuma Ito – Yuichi Sugita \| 7 \| 3 \| 3 \| 1 \| \| \| 3 \| \| Jonathan Erlich – Andy Ram \| 5 \| 6 \| 6 \| 6 \| \| \| 4 \| \| Kei Nishikori \| 6 \| 3 \| 4 \| 6 \| 7 \| \| 4 \| \| Dudi Sela \| 3 \| 6 \| 6 \| 4 \| 5 \| \| 5 \| \| Go Soeda \| 3 \| 65 \| 6 \| 3 \| \| \| 5 \| \| Amir Weintraub \| 6 \| 7 \| 4 \| 6 \| \| |                   |                             |   |    |        |                   |   |
| 1 | Bandera de Japón  | Go Soeda                    | 6 | 6  | 3      | 6                 |   |
| 1 | Bandera de Israel | Dudi Sela                   | 2 | 4  | 6      | 4                 |   |
| 2 | Bandera de Japón  | Tatsuma Ito                 | 3 | 2  | 4      |                   |   |
| 2 | Bandera de Israel | Amir Weintraub              | 6 | 6  | 6      |                   |   |
| 3 | Bandera de Japón  | Tatsuma Ito – Yuichi Sugita | 7 | 3  | 3      | 1                 |   |
| 3 | Bandera de Israel | Jonathan Erlich – Andy Ram  | 5 | 6  | 6      | 6                 |   |
| 4 | Bandera de Japón  | Kei Nishikori               | 6 | 3  | 4      | 6                 | 7 |
| 4 | Bandera de Israel | Dudi Sela                   | 3 | 6  | 6      | 4                 | 5 |
| 5 | Bandera de Japón  | Go Soeda                    | 3 | 65 | 6      | 3                 |   |
| 5 | Bandera de Israel | Amir Weintraub              | 6 | 7  | 4      | 6                 |   |

| | Bandera de Bélgica | Bélgica                              | 5 | 0  | Suecia | Bandera de Suecia |  |
| --- | ------------------ | ------------------------------------ | - | -- | ------ | ----------------- |  |
| Royal Primerose Tennis Club, Bruselas, Bélgica 14 al 16 de septiembre de 2012 |                    |                                      |   |    |        |                   |  |
| \| 1 \| \| Steve Darcis \| 6 \| 7 \| 6 \| \| \| \| 1 \| \| Michael Ryderstedt \| 3 \| 63 \| 0 \| \| \| \| 2 \| \| David Goffin \| 6 \| 6 \| 7 \| \| \| \| 2 \| \| Andreas Vinciguerra \| 4 \| 3 \| 5 \| \| \| \| 3 \| \| Ruben Bemelmans – Olivier Rochus \| 6 \| 4 \| 6 \| 6 \| \| \| 3 \| \| Johan Brunstrom – Michael Ryderstedt \| 4 \| 6 \| 3 \| 2 \| \| \| 4 \| \| David Goffin \| 6 \| 6 \| \| \| \| \| 4 \| \| Michael Ryderstedt \| 3 \| 4 \| \| \| \| \| 5 \| \| Steve Darcis \| 6 \| 6 \| \| \| \| \| 5 \| \| Andreas Vinciguerra \| 4 \| 2 \| \| \| \| |                    |                                      |   |    |        |                   |  |
| 1 | Bandera de Bélgica | Steve Darcis                         | 6 | 7  | 6      |                   |  |
| 1 | Bandera de Suecia  | Michael Ryderstedt                   | 3 | 63 | 0      |                   |  |
| 2 | Bandera de Bélgica | David Goffin                         | 6 | 6  | 7      |                   |  |
| 2 | Bandera de Suecia  | Andreas Vinciguerra                  | 4 | 3  | 5      |                   |  |
| 3 | Bandera de Bélgica | Ruben Bemelmans – Olivier Rochus     | 6 | 4  | 6      | 6                 |  |
| 3 | Bandera de Suecia  | Johan Brunstrom – Michael Ryderstedt | 4 | 6  | 3      | 2                 |  |
| 4 | Bandera de Bélgica | David Goffin                         | 6 | 6  |        |                   |  |
| 4 | Bandera de Suecia  | Michael Ryderstedt                   | 3 | 4  |        |                   |  |
| 5 | Bandera de Bélgica | Steve Darcis                         | 6 | 6  |        |                   |  |
| 5 | Bandera de Suecia  | Andreas Vinciguerra                  | 4 | 2  |        |                   |  |

| | Bandera de Canadá    | Canadá                             | 4 | 1  | Sudáfrica | Bandera de Sudáfrica |  |
| --- | -------------------- | ---------------------------------- | - | -- | --------- | -------------------- |  |
| Uniprix Stadium, Montreal, Canadá 14 al 16 de septiembre de 2012 |                      |                                    |   |    |           |                      |  |
| \| 1 \| \| Vasek Pospisil \| 6 \| 6 \| 6 \| \| \| \| 1 \| \| Izak van der Merwe \| 3 \| 4 \| 4 \| \| \| \| 2 \| \| Milos Raonic \| 7 \| 6 \| 7 \| \| \| \| 2 \| \| Nikala Scholtz \| 5 \| 4 \| 5 \| \| \| \| 3 \| \| Daniel Nestor – Vasek Pospisil \| 4 \| 63 \| 65 \| \| \| \| 3 \| \| Raven Klaasen – Izak van der Merwe \| 6 \| 7 \| 7 \| \| \| \| 4 \| \| Milos Raonic \| 6 \| 6 \| 6 \| \| \| \| 4 \| \| Izak van der Merwe \| 2 \| 2 \| 4 \| \| \| \| 5 \| \| Vasek Pospisil \| 6 \| 6 \| \| \| \| \| 5 \| \| Nikala Scholtz \| 2 \| 2 \| \| \| \| |                      |                                    |   |    |           |                      |  |
| 1 | Bandera de Canadá    | Vasek Pospisil                     | 6 | 6  | 6         |                      |  |
| 1 | Bandera de Sudáfrica | Izak van der Merwe                 | 3 | 4  | 4         |                      |  |
| 2 | Bandera de Canadá    | Milos Raonic                       | 7 | 6  | 7         |                      |  |
| 2 | Bandera de Sudáfrica | Nikala Scholtz                     | 5 | 4  | 5         |                      |  |
| 3 | Bandera de Canadá    | Daniel Nestor – Vasek Pospisil     | 4 | 63 | 65        |                      |  |
| 3 | Bandera de Sudáfrica | Raven Klaasen – Izak van der Merwe | 6 | 7  | 7         |                      |  |
| 4 | Bandera de Canadá    | Milos Raonic                       | 6 | 6  | 6         |                      |  |
| 4 | Bandera de Sudáfrica | Izak van der Merwe                 | 2 | 2  | 4         |                      |  |
| 5 | Bandera de Canadá    | Vasek Pospisil                     | 6 | 6  |           |                      |  |
| 5 | Bandera de Sudáfrica | Nikala Scholtz                     | 2 | 2  |           |                      |  |

| | Bandera de Brasil | Brasil                               | 5  | 0 | Rusia | Bandera de Rusia |  |
| --- | ----------------- | ------------------------------------ | -- | - | ----- | ---------------- |  |
| Harmonia Tenis Clube, Sao Jose do Rio Preto, Brasil 14 al 16 de septiembre de 2012 |                   |                                      |    |   |       |                  |  |
| \| 1 \| \| Rogério Dutra da Silva \| 6 \| 6 \| \| \| \| \| 1 \| \| Ígor Andréiev \| 2 \| 1 \| \| \| \| \| 2 \| \| Thomaz Bellucci \| 6 \| 4 \| 6 \| 7 \| \| \| 2 \| \| Teimuraz Gabashvili \| 3 \| 6 \| 0 \| 64 \| \| \| 3 \| \| Marcelo Melo – Bruno Soares \| 7 \| 6 \| 7 \| \| \| \| 3 \| \| Alex Bogomolov, Jr. – Stanislav Vovk \| 5 \| 2 \| 67 \| \| \| \| 4 \| \| Thomaz Bellucci \| 7 \| 6 \| \| \| \| \| 4 \| \| Ígor Andréiev \| 64 \| 3 \| \| \| \| \| 5 \| \| Rogério Dutra da Silva \| 6 \| 6 \| \| \| \| \| 5 \| \| Teimuraz Gabashvili \| 2 \| 2 \| \| \| \| |                   |                                      |    |   |       |                  |  |
| 1 | Bandera de Brasil | Rogério Dutra da Silva               | 6  | 6 |       |                  |  |
| 1 | Bandera de Rusia  | Ígor Andréiev                        | 2  | 1 |       |                  |  |
| 2 | Bandera de Brasil | Thomaz Bellucci                      | 6  | 4 | 6     | 7                |  |
| 2 | Bandera de Rusia  | Teimuraz Gabashvili                  | 3  | 6 | 0     | 64               |  |
| 3 | Bandera de Brasil | Marcelo Melo – Bruno Soares          | 7  | 6 | 7     |                  |  |
| 3 | Bandera de Rusia  | Alex Bogomolov, Jr. – Stanislav Vovk | 5  | 2 | 67    |                  |  |
| 4 | Bandera de Brasil | Thomaz Bellucci                      | 7  | 6 |       |                  |  |
| 4 | Bandera de Rusia  | Ígor Andréiev                        | 64 | 3 |       |                  |  |
| 5 | Bandera de Brasil | Rogério Dutra da Silva               | 6  | 6 |       |                  |  |
| 5 | Bandera de Rusia  | Teimuraz Gabashvili                  | 2  | 2 |       |                  |  |

| | Bandera de Italia | Italia                             | 4 | 1 | Chile | Bandera de Chile |   |  |
| --- | ----------------- | ---------------------------------- | - | - | ----- | ---------------- | - |  |
| Tennis Club Napoli, Napoli, Italia 14 al 16 de septiembre de 2012 |                   |                                    |   |   |       |                  |   |  |
| \| 1 \| \| Andreas Seppi \| 7 \| 6 \| 6 \| \| \| \| \| 1 \| \| Guillermo Hormazabal \| 5 \| 1 \| 2 \| \| \| \| \| 2 \| \| Fabio Fognini \| 2 \| 6 \| 6 \| 6 \| 6 \| \| \| 2 \| \| Paul Capdeville \| 6 \| 2 \| 7 \| 1 \| 2 \| \| \| 3 \| \| Simone Bolelli – Daniele Bracciali \| 4 \| 6 \| 4 \| 2 \| \| \| \| 3 \| \| Jorge Aguilar – Paul Capdeville \| 6 \| 4 \| 6 \| 6 \| \| \| \| 4 \| \| Andreas Seppi \| 6 \| 6 \| 6 \| \| \| \| \| 4 \| \| Paul Capdeville \| 3 \| 1 \| 3 \| \| \| \| \| 5 \| \| Simone Bolelli \| 6 \| 6 \| \| \| \| \| \| 5 \| \| Christian Garín \| 4 \| 3 \| \| \| \| \| |                   |                                    |   |   |       |                  |   |  |
| 1 | Bandera de Italia | Andreas Seppi                      | 7 | 6 | 6     |                  |   |  |
| 1 | Bandera de Chile  | Guillermo Hormazabal               | 5 | 1 | 2     |                  |   |  |
| 2 | Bandera de Italia | Fabio Fognini                      | 2 | 6 | 6     | 6                | 6 |  |
| 2 | Bandera de Chile  | Paul Capdeville                    | 6 | 2 | 7     | 1                | 2 |  |
| 3 | Bandera de Italia | Simone Bolelli – Daniele Bracciali | 4 | 6 | 4     | 2                |   |  |
| 3 | Bandera de Chile  | Jorge Aguilar – Paul Capdeville    | 6 | 4 | 6     | 6                |   |  |
| 4 | Bandera de Italia | Andreas Seppi                      | 6 | 6 | 6     |                  |   |  |
| 4 | Bandera de Chile  | Paul Capdeville                    | 3 | 1 | 3     |                  |   |  |
| 5 | Bandera de Italia | Simone Bolelli                     | 6 | 6 |       |                  |   |  |
| 5 | Bandera de Chile  | Christian Garín                    | 4 | 3 |       |                  |   |  |

| | Bandera de los Países Bajos | Holanda                            | 2 | 3  | Suiza | Bandera de Suiza |  |
| --- | --------------------------- | ---------------------------------- | - | -- | ----- | ---------------- |  |
| Westergasfabriek, Ámsterdam, Holanda 14 al 16 de septiembre de 2012 |                             |                                    |   |    |       |                  |  |
| \| 1 \| \| Thiemo de Bakker \| 3 \| 4 \| 4 \| \| \| \| 1 \| \| Roger Federer \| 6 \| 6 \| 6 \| \| \| \| 2 \| \| Robin Haase \| 3 \| 6 \| 3 \| 64 \| \| \| 2 \| \| Stanislas Wawrinka \| 6 \| 3 \| 6 \| 7 \| \| \| 3 \| \| Robin Haase – Jean-Julien Rojer \| 6 \| 6 \| 5 \| 6 \| \| \| 3 \| \| Roger Federer – Stanislas Wawrinka \| 4 \| 2 \| 7 \| 3 \| \| \| 4 \| \| Robin Haase \| 1 \| 4 \| 4 \| \| \| \| 4 \| \| Roger Federer \| 6 \| 6 \| 6 \| \| \| \| 5 \| \| Thiemo de Bakker \| 6 \| 7 \| \| \| \| \| 5 \| \| Stanislas Wawrinka \| 2 \| 64 \| \| \| \| |                             |                                    |   |    |       |                  |  |
| 1 | Bandera de los Países Bajos | Thiemo de Bakker                   | 3 | 4  | 4     |                  |  |
| 1 | Bandera de Suiza            | Roger Federer                      | 6 | 6  | 6     |                  |  |
| 2 | Bandera de los Países Bajos | Robin Haase                        | 3 | 6  | 3     | 64               |  |
| 2 | Bandera de Suiza            | Stanislas Wawrinka                 | 6 | 3  | 6     | 7                |  |
| 3 | Bandera de los Países Bajos | Robin Haase – Jean-Julien Rojer    | 6 | 6  | 5     | 6                |  |
| 3 | Bandera de Suiza            | Roger Federer – Stanislas Wawrinka | 4 | 2  | 7     | 3                |  |
| 4 | Bandera de los Países Bajos | Robin Haase                        | 1 | 4  | 4     |                  |  |
| 4 | Bandera de Suiza            | Roger Federer                      | 6 | 6  | 6     |                  |  |
| 5 | Bandera de los Países Bajos | Thiemo de Bakker                   | 6 | 7  |       |                  |  |
| 5 | Bandera de Suiza            | Stanislas Wawrinka                 | 2 | 64 |       |                  |  |

## Grupos regionales

### América
| Zona americana | Zona americana | Zona americana       | Zona americana | Zona americana | Zona americana | Zona americana | Zona americana                       | Zona americana | Zona americana | Zona americana |
| Grupo 1        | Brasil (CS)    | Chile (CS)           | Ecuador        | Uruguay        | Colombia       | Perú           | -                                    | -              |                |                |
| Grupo 2        | Paraguay       | República Dominicana | El Salvador    | Venezuela      | Puerto Rico    | Bolivia        | Barbados                             | México         |                |                |
| Grupo 3        | Aruba          | Bahamas              | Costa Rica     | Guatemala      | Haití          | Honduras       | Islas Vírgenes de los Estados Unidos | Jamaica        |                |                |
| Grupo 3        | Panamá         | Trinidad y Tobago    | -              | -              | -              | -              | -                                    | -              |                |                |
| -------------- | -------------- | -------------------- | -------------- | -------------- | -------------- | -------------- | ------------------------------------ | -------------- | -------------- | -------------- |

### AsiayOceanía
| Zona asiática | Zona asiática  | Zona asiática  | Zona asiática | Zona asiática  | Zona asiática | Zona asiática          | Zona asiática | Zona asiática      |
| Grupo 1       | Australia (CS) | India (CS)     | Uzbekistán    | Corea del Sur  | China         | China Taipéi           | Nueva Zelanda | -                  |
| Grupo 2       | Tailandia (CS) | Indonesia (CS) | Pakistán (CS) | Filipinas (CS) | Sri Lanka     | Hong Kong              | Líbano        | Islas del Pacífico |
| Grupo 3       | Bangladés      | Irán           | Kirguistán    | Kuwait         | Malasia       | Omán                   | Siria         | Vietnam            |
| Grupo 4       | Arabia Saudita | Baréin         | Birmania      | Camboya        | Catar         | Emiratos Árabes Unidos | Irak          | Jordania           |
| Grupo 4       | Singapur       | Turkmenistán   | -             | -              | -             | -                      | -             | -                  |
| ------------- | -------------- | -------------- | ------------- | -------------- | ------------- | ---------------------- | ------------- | ------------------ |

### EuropayÁfrica
| Zona europea y africana | Zona europea y africana | Zona europea y africana | Zona europea y africana   | Zona europea y africana | Zona europea y africana | Zona europea y africana | Zona europea y africana | Zona europea y africana | Zona europea y africana | Zona europea y africana | Zona europea y africana | Zona europea y africana | Zona europea y africana | Zona europea y africana | Zona europea y africana | Zona europea y africana |
| Grupo 1                 | Israel (CS)             | Sudáfrica (CS)          | Bélgica (CS)              | Rumania (CS)            | Eslovaquia              | Países Bajos            | Eslovenia               | Portugal                |                         |                         |                         |                         |                         |                         |                         |                         |
| Grupo 1                 | Finlandia               | Dinamarca               | Gran Bretaña              | -                       | -                       | -                       | -                       | -                       |                         |                         |                         |                         |                         |                         |                         |                         |
| Grupo 2                 | Bielorrusia (CS)        | Ucrania (CS)            | Bosnia y Herzegovina (CS) | Hungría (CS)            | Letonia (CS)            | Chipre (CS)             | Estonia (CS)            | Polonia (CS)            |                         |                         |                         |                         |                         |                         |                         |                         |
| Grupo 2                 | Mónaco                  | Irlanda                 | Madagascar                | Luxemburgo              | Marruecos               | Moldavia                | Egipto                  | Turquía                 |                         |                         |                         |                         |                         |                         |                         |                         |
| Grupo 3 (Europa)        | Albania                 | Andorra                 | Armenia                   | Bulgaria                | Georgia                 | Grecia                  | Islandia                | Lituania                |                         |                         |                         |                         |                         |                         |                         |                         |
| Grupo 3 (Europa)        | Malta                   | Macedonia               | Montenegro                | Noruega                 | San Marino              | -                       | -                       | -                       |                         |                         |                         |                         |                         |                         |                         |                         |
| Grupo 3 (África)        | Argelia                 | Benín                   | Costa de Marfil           | Ghana                   | Kenia                   | Namibia                 | Nigeria                 | Túnez                   |                         |                         |                         |                         |                         |                         |                         |                         |
| Grupo 3 (África)        | Zimbabue                | -                       | -                         | -                       | -                       | -                       | -                       | -                       |                         |                         |                         |                         |                         |                         |                         |                         |
| ----------------------- | ----------------------- | ----------------------- | ------------------------- | ----------------------- | ----------------------- | ----------------------- | ----------------------- | ----------------------- | ----------------------- | ----------------------- | ----------------------- | ----------------------- | ----------------------- | ----------------------- | ----------------------- | ----------------------- |

- En cursiva todos los equipos que están preseleccionados por el ranking que entrega la página oficial.